# Rhipidoglossum paucifolium
Rhipidoglossum paucifolium is een plantensoort uit de orchideeënfamilie (Orchidaceae).  Het is een epifytische halfstruik met een zeer korte stengel en een groot wortelstelsel. Hij groet op de schors van grote bomen en op kleine bomen en struiken. De plant heeft weinig bladeren. De bladeren zijn langwerpig-lancetvormig. De plant is dicht bezet met hangende bloemen die een semi-transparante lichtgroene kleur hebben.
De soort komt voor in twee afzonderlijke gebieden in de West-Afrikaanse landen Liberia en Kameroen. Hij groeit daar voornamelijk in vochtige tropische gebieden. In Liberia groeit de soort alleen in de Nimba-bergen.